# Masahito Noto
Masahito Noto (能登 正人 Noto Masahito?, nacido el 10 de abril de 1990 en Osaka) es un futbolista japonés que se desempeña como delantero.

## Trayectoria

### Clubes
| Club                | País      | Año         |
| ------------------- | --------- | ----------- |
| SV Gonsenheim       | Alemania  | 2010 - 2011 |
| Hannover 96 II      | Alemania  | 2011 - 2013 |
| Buriram United FC   | Tailandia | 2013        |
| Chainat Hornbill FC | Tailandia | 2013 - 2014 |
| Army United FC      | Tailandia | 2014        |
| Bangkok FC          | Tailandia | 2014 - 2015 |
| JEF United Chiba    | Japón     | 2015        |
| Lanexang United     | Laos      | 2016        |
| Persiba Balikpapan  | Indonesia | 2017        |
| Tokyo United FC     | Japón     | 2018        |
| Nankatsu SC         | Japón     | 2019 - 2023 |

## Estadística de carrera

### J. League
| Club             | Año   | J. League | J. League | Copa J. League | Copa J. League | Total | Total |
| Club             | Año   | Part.     | Goles     | Part.          | Goles          | Part. | Goles |
| ---------------- | ----- | --------- | --------- | -------------- | -------------- | ----- | ----- |
| JEF United Chiba | 2015  | 1         | 0         | -              | -              | 1     | 0     |
| Total            | Total | 1         | 0         | 0              | 0              | 1     | 0     |